# Medcom
Corporación Medcom es una empresa de medios panameña, dedicada a la producción y emisión de diversos canales de televisión tanto de televisión abierta como de cable y de radio.

## Historia
En 1949, sale al aire Radio Continental, que sería adquirida en 1950 por los hermanos Fernando y Carlos Eleta Almarán. En ese mismo año Radio Continental es renombrada a Radio Programas Continental, acortado a RPC, estación que se convirtió en la primera red radial tras extender su señal a las provincias centrales del país. El 14 de marzo de 1960 inicia transmisión de RPC Televisión. Durante 30 años, RPC (radio y televisión) lideraron la audiencia panameña, compitiendo con TVN.
En 1981, Nicolás González Revilla crea Telemetro, en el canal 13, como un canal de películas. Una cosa curiosa de Telemetro es que no había sido fundado por una empresa radial, como RPC.
La empresa Medcom fue fundada en 1997, para participar del proceso de licitación de los canales 04 y 13 de Ciudad de Panamá; En 1995, Canal 4 forma una fusión con Telemetro para formar parte de Medcom y así mismo llegar a transmitir a nivel nacional y toman la decisión estratégica de realizar una fusión que se completa en julio de 1997. A partir de esta fecha, las empresas Corporación Panameña de Radiodifusión y Medios Panameños se uniera para formar la corporación que logró reunir a las dos pantallas de mayor audiencia de la época (RPC TV y Telemetro) y la principal estación radial del país, RPC Radio.
En 1998, Medcom crea la estación Caliente 97.1, al igual que Mall TV en el canal 7 para la televisión por cable, tras esto Medcom se convierte en la pionera de la televisión por cable. En 1999, la corporación creó otro canal por cable, Cable Onda Sports. 
En 2014, sale al aire Telemetro Radio, en 2017 inicia sus transmisiones Oye TV en el canal 7 moviendo Mall TV al canal 24. En junio de 2018 la empresa crea la primera aplicación productora de televisión web, Medcom GO. Medcom se convierte en el conglomerado de medios más grande del país.
En marzo de 2020, el canal Mall TV cesó sus transmisiones. Durante el mes de mayo la corporación anuncio una reducción del 8% en su planilla de colaboradores debido a la crisis económica por la pandemia del COVID-19 en Panamá.

## Medios de comunicación

### Canales de televisión abierta
| Logo | Canal                          | Programación | Fundación             | Señales                                         |
| ---- | ------------------------------ | --- | --------------------- | ----------------------------------------------- |
|      | RPC Tu casa                    | Canal principal generalista, su programación se basa en noticias, deportes, entretenimiento, torneos deportivos, cocina, economía, entre otros.                                                                                              | 14 de marzo de 1960   | Canal 4 (Análogo) Canal 42 (TDT) y repetidoras  |
|      | Telemetro Parte de tu vida     | Canal secundario generalista, su programación consiste en telenovelas, entretenimiento, noticieros, reality shows, entre otros, anteriormente fue un canal metropolitano de suscripción que emitía películas, deportes y eventos especiales. | 13 de octubre de 1981 | Canal 13 (Análogo) Canal 44 (TDT) y repetidoras |
|      | Oye Fusionamos entretenimiento | Canal temático, su programación consiste en música juvenil, farándula nacional, entrevistas con celebridades latinoamericanas, anuncios de tiendas, entre otros.                                                                             | 8 de mayo de 2017     | Canal 7 (Análogo) Canal 43 (TDT) y repetidoras  |

### Canales de televisión por suscripción
| Logo | Canal         | Programación | Fundación           | Cobertura |
| ---- | ------------- | --- | ------------------- | --------- |
|      | Eco           | Canal temático de noticias, programación noticiosa posee espacios de opinión, índole cultural como música, tecnología, política, relatos, investigaciones, economía, espectáculos, entre otros. | 15 de julio de 2007 | Panamá    |
|      | COS           | Canal temático de deportes, se basa en programación deportiva y eventos de diferentes disciplinas deportivas.                                                                                   | 6 de junio de 1999  | Panamá    |
|      | ÚNICOS        | Canal temático de deportes, su programación esta dirigida a un público juvenil. | 1 de enero del 2024 | Panamá    |
|      | Tigo Sports   | Enfocado en programación deportiva, transmite partidos de la LPF entre otras disciplinas. | 22 de julio de 2022 | Panamá    |
|      | Tigo Sports + | Canal alternativo con programación deportiva, transmite partidos de futbol nacional e internacional.                                                                                            | 22 de julio de 2022 | Panamá    |

### Canales desaparecidos
| Logo | Canal   | Programación | Fundación/Cese                                            | Reemplazado por     |
| ---- | ------- | --- | --------------------------------------------------------- | ------------------- |
|      | Tele 7  | Infantil | 2005 - 2011                                               |                     |
|      | Mall TV | Fue un canal temático, su programación se basaba en mostrar anuncios de tiendas de compras locales, desarrollo inmobiliario, clínicas de salud e infomerciales. | 10 de julio de 1998 (Inicio) 20 de marzo de 2020 (Cierre) | (Traslado a Oye TV) |
|      | Cos FC  | Deportes | 31 de diciembre de 2023                                   |                     |

### Radios
| Emisoras                         | Programación | Fundación              | Frecuencias                          |
| -------------------------------- | --- | ---------------------- | ------------------------------------ |
| RPC Radio Los primeros siempre   | Emisora principal generalista, su programación se basa en contenido informativo, deportivo, musical y de entretenimiento. | 5 de agosto de 1949    | 90.9 y 106.3 FM y repetidoras        |
| Telemetro Radio Parte de tu vida | Emisora variada, su programación consiste en noticias, música, farándula, cocina, entre otros.                            | 4 de diciembre de 2014 | 104.1, 97.1 y 106.1 FM y repetidoras |
| Caliente Radio ¡Pásala bien!     | Emisora musical, su programación consiste en bromas, música movida, salsa, merengue, baladas, entre otros.                | 1998                   | 96.9 FM y repetidoras                |

## Productoras y servicios
Medcom ofrece servicios adicionales.
| Nombre            | Servicios                                           |
| ----------------- | --------------------------------------------------- |
| Medcom GO         | Servicio de transmisión en vivo y aplicativo móvil. |
| Kemo Producciones | Productora de contenidos televisivos.               |
| C11 Films         | Productora de contenidos cinematográficos.          |